# Chelsea College of Arts
Le Chelsea College of Arts (autrefois Chelsea School of Art et Chelsea College of Art and Design), est l'un des six collèges fédérés constituant l'université des arts de Londres, et l'une des écoles d'art britannique de premier plan, jouissant d'une réputation internationale.

## Histoire

### South-Western Polytechnic
La Chelsea School of Art était à l'origine une des facultés de la South-Western Polytechnic, ouverte en 1895 sur Manresa Road à Chelsea et qui devait fournir un enseignement scientifique et technique aux londoniens. L’école principale dispensait des cours en économie, mathématiques, ingénierie, sciences naturelles, art et musique. Ce quartier de Londres bénéficiait par ailleurs des ateliers construits à l'occasion de l'Exposition universelle de 1851 et dans lesquels artistes et artisans s'installèrent au cours des trois décennies qui suivirent.
L'enseignement au sein du département des arts était professionnalisant et les cours portaient sur l'illustration, le textile, la gravure, la lithographie et l'architecture. La sculpture et la peinture furent introduites plus tard par Harold Sandys Williamson, directeur de l’école de 1930 à 1958. Durant cette période, des artistes comme Henry Moore et Graham Sutherland y enseignèrent.
En 1957, Le département scientifique fut détaché et devint le Chelsea College of Science and Technology, rejoignant, en 1966 l'Université de Londres, et en 1985 le King's College de Londres et le Queen Elizabeth College après l'attribution en 1971 de la charte royale.

## Quelques diplômés connus
- Quentin Blake, illustrateur et écrivain anglais
- Jane Campion, réalisatrice et scénariste néo-zélandaise, Palme d'or en 1993
- Patrick Caulfield, peintre britannique spécialiste du pop art
- Lydia Gifford, peintre-sculptrice
- Steve McQueen, réalisateur britannique
- Mariko Mori, artiste contemporaine japonaise
- Paul Nash, artiste de guerre britannique
- Lilya Pavlovic-Dear, peintre, graveuse et photographe américaine
- Dolly Robinson, designer irlandaise
- Alan Rickman, acteur, producteur, réalisateur et scénariste britannique
- Jess Wade, physicienne
- Peter Welz, artiste allemand
- Andy Denzler, peintre suisse